# Temporada 1869 del Fútbol Americano Universitario
La Temporada 1869 del Fútbol Americano Universitario fue la primera temporada que se jugó de forma interuniversitaria de cualquier cosa que pueda ser llamada "fútbol americano". Es considerada como la temporada inaugural de cualquier temporada del fútbol americano universitario, y consistió solamente de dos partidos, ambos entre los equipos de fútbol americano de las universidades de Rutgers y Princeton; el primero fue jugado el día 6 de noviembre en el campus de Rutgers, y el segundo fue jugado el 13 de noviembre en el campus de Princeton.
El primer Campeonato Nacional Universitario de Fútbol Americano de los Estados Unidos fue dividido y entregado de manera retroactiva a los dos únicos participantes de 1869, Rutgers y Princeton. 
Los dos partidos fueron jugados bajo reglamentos muy diferentes a los actuales. Sin embargo, aunque se desarrolló en un estilo de juego muy parecido al del rugby, lo que ahora se conoce como fútbol americano se comenzó a desarrollar a partir de estos dos partidos de 1869.

## El primer partido de fútbol americano de la historia
En lo que es considerado como el primer partido de fútbol interuniversitario, se dio un encuentro entre los equipos de Rutgers College (la actual Universidad Rutgers) y el College of New Jersey (la actual Universidad de Princeton). Ese partido de 1869 entre Rutgers y Princeton es importante ya que es el primer partido documentado de cualquier deporte llamado "fútbol" (lo que incluye tanto al fútbol americano como al fútbol) entre dos universidades de Estados Unidos. Hay que hacer notar que este partido se realizó dos años antes de que un juego con el código de rugby fuera jugado en Inglaterra, 10 años antes del primer juego de fútbol australiano. El partido Princeton/Rutgers sin lugar a dudas fue diferente al fútbol americano moderno, pero a partir de ahí comenzó a evolucionar en lo que conocemos ahora. 
El juego tuvo lugar el 6 de noviembre de 1869 en el College Field de la Universidad Rutgers en Nuevo Brunswick, Nueva Jersey. Ya que se jugó en la sede de Rutgers, también fue jugado bajo las reglas de Rutgers. Esas reglas eran una mezcla de soccer y rugby, en el cual dos equipos de 25 jugadores intentaban anotar pateando un balón dentro de la portería rival, pero lanzar o correr con el balón no estaba permitido. Rutgers ganó por marcador de 6-4.
William J. Leggett fue el capitán de Rutgers (después sería un clérigo destacado de la Iglesia Reformada Holandesa, William Gunmere, quien después sería Jefe de Justicia de la Suprema Corte de Nueva Jersey, fue el capitán de Princeton. Jugaron en frente de aproximadamente 100 espectadores. Se dice que los jugadores de Rutgers usaron turbantes y pañuelos de color escarlata para poder distinguirse de los jugadores de Princeton, esa es la razón por la que los equipos deportivos de Rutgers son conocidos como Scarlet Knights o Caballeros Escarlata de Rutgers.
En lo que puede ser considerado como el comienzo de las rivalidades deportivas en el fútbol americano universitario, inmediatamente después de que Rutgers ganó ese partido, los jugadores de Princeton literalmente huyeron de la ciudad perseguidos por los jugadores del equipo ganador, Rutgers. Se dice que los estudiantes de Princeton saltaron dentro de sus carretas y rápidamente recorrieron las 20 millas de vuelta a su propio campus.
Un partido de revancha fue jugado en Princeton una semana después bajo las reglas de Princeton. Princeton ganó el segundo juego por marcador de 8-0.

## Consecuencias de los partidos de 1869
Originalmente las dos universidades habían programado enfrentarse en tres ocasiones en 1869, pero ese tercer partido jamás se llevó a cabo, debido al parecer a que los directores de ambos programas se quejaron acerca de que se le estaba dando más énfasis a esos encuentros que a los estudios académicos. Otros reportes indican que pudo haber sido cancelado por un desacuerdo referente a las reglas del juego en las que sería jugado. Debido a que cada equipo ganó un partido cada uno, la "temporada" inaugural de fútbol americano finalizó con Princeton y Rutgers empatados con una marca de 1-1, por lo tanto recibieron de manera compartida el primer Campeonato Nacional Universitario de Fútbol Americano de los Estados Unidos por la temporada de 1869.
Los jugadores de Rutgers del primer partido oficial de fútbol americano de la historia fueron honrados 50 años después en una ceremonia en su propio campus. El último miembro sobreviviente del equipo de Rutgers fue George H. Large, quien murió en 1939. El último miembro sobreviviente del equipo de Princeton fue Robert Preston Lane, quien murió en 1938.